# Uzbekistán en los Juegos Paralímpicos de Pekín 2008
Uzbekistán estuvo representado en los Juegos Paralímpicos de Pekín 2008 por dos deportistas masculinos. El equipo paralímpico uzbeko no obtuvo ninguna medalla en estos Juegos.